# Agustín de Betancourt
Pour les articles homonymes, voir Betancourt.
Agustín de Betancourt y Molina, francisé en Augustin Bétancourt (Puerto de la Cruz, Ténérife, 1758 – Saint-Pétersbourg, Russie, 1824), est un ingénieur espagnol.

## Biographie
Il descend de Jean de Béthencourt, conquérant français, originaire de Normandie, nommé roi des Canaries (1404) par Henri III le Souffrant (el Doliente), roi de Castille.
Stagiaire pensionné par le gouvernement espagnol à l'École des Ponts et Chaussées à Paris, où il se lia d'amitié avec Perronet et Prony, et Inspecteur des routes en Espagne, il fonda en 1802 l'École d'Ingénieurs des Chemins et Canaux (Caminos y Canales, après Caminos, Canales y Puertos) à Madrid.
Ingénieur éminent, d'une grande fécondité scientifique, il se déplaça en Russie dès 1808 et, avec deux ingénieurs français, Bazaine et Potier, fonda en 1809 l’Institut et Corps du génie des voies de communications de Saint-Pétersbourg, sur le modèle de l’École nationale des ponts et chaussées française. Cette école, où enseignèrent peu après Lamé et Clapeyron, devait jouer un rôle considérable dans le développement du chemin de fer en Russie au fil des décennies. Toujours au service de l'empereur Alexandre Ier, Bétancourt s'y illustra aussi dans beaucoup de réalisations du génie civil et du bâtiment — dont le Manège de Moscou (1817) et le Goznak (ru), à Saint-Pétersbourg en 1818, entreprise d'État pour la fabrication de la monnaie (pièces et billets), des timbres, des médailles, et la cathédrale du Sauveur de Nijni Novgorod — jusqu'à peu avant son décès.
Il est enterré au cimetière des Allemands de Saint-Pétersbourg et sa dépouille est transférée dans les années 1950 au cimetière de la laure Saint-Alexandre-Nevski.

## Œuvres
Parmi ses principaux essais, citons :
- Essai sur la composition des machines — En ligne, la 2e  éd., 1819
  - Versuch über die Zusammensetzung der Maschinen, 1829
- Plans du pont de bateaux de Saint-Isaac sur grande Néva — Sur un nouveau système de navigation intérieure

Gabriel Lamé et Émile Clapeyron, ont de plus rédigé après sa mort, d'après ses papiers, un mémoire intitulé « Sur un cabestan mis en usage par M. de Bétancourt, lieutenant général au service de Russie », paru dans Ann. Mines, sér. 1, vol. 12, 1826, p. 225–229